# Anycteola fotelloides
Anycteola fotelloides är en fjärilsart som beskrevs av Barnes och Mcdunnough 1916. Anycteola fotelloides ingår i släktet Anycteola och familjen nattflyn. Inga underarter finns listade i Catalogue of Life.